# 木村葵
木村 葵（きむら あおい、1991年3月26日 - ）は日本の元タレント、元グラビアアイドル。10-POINT所属していたが現在は退所している。

## 略歴
2009年秋から撮影会（あきスタ）を中心に活動開始。
2010年秋より10-POINT所属に。
2011年春よりバンド活動（ボーカル）開始。10月よりKU.RO.FU.NEプロジェクトに参加。メンバーは浅居円・赤根京・あずまひかり・新井花菜・木村葵・琴乃・周防ゆきこ・範田紗々・めぐり。同年末よりYOUTUBEに歌ってみたを投稿、オリジナルラジオ番組を配信開始。
2012年3月よりソロでLIVE活動開始。汐留グラビア甲子園2012 ファン特別賞受賞。
2013年、ミスアクション2013にエントリー。日テレジェニック2013候補生にも選ばれる。

## 人物
- お菓子作りが得意。
- 割り箸の袋で小さな鶴が作れる。
- 特技：ブリッジしたまま移動ができる・バスケットボール。
- Youtubeでオリジナルラジオ番組等を配信。

## 作品

### 映像作品
- FATARE（2010年11月26日、スパイスビジュアル）
- プラムみたい。（2011年2月25日、彩文館出版）
- 究極乙女 木村葵「PERFECT SMILE」（2011年7月29日、SHINING STAR）
- 美少女コレクション（2011年9月16日、メディアブランド）
- あおい恋人（2011年11月25日、エアーコントロール）
- 映画『すべての女に嘘がある』（2012年4月21日）
- 舞台『すべての女に嘘がある ～少女、剪定～』（2012年10月6日）

## 出演

### 映画
- 『すべての女に嘘がある』(2012年1月公開、KU.RO.FU.NE PUROJECT)

### テレビ
- 『おしゃコレ！サンデー サンデーブレイク』(MXTV 2012/1/15、1/22)
- 『ガールズトーク〜十人のシスターたち〜』(テレビ朝日 2012/12/11) - 夏香 役
- 『パチFUN!』（テレビ埼玉 他 2012/12/26）
- 『甘王の共感スクール』（テレビ朝日 2013/4/23）

### LIVE
- 『サタデーガールズフィーバー』(2012/3/10、名古屋CLUB SARU）
- 『Venus Parade SP Version Vol.1』（2012/3/17、かつしか SYMPHONY HILLS アイリスホール）
- 『Venus Parade SP Version Vol.2』（2012/3/17、かつしか SYMPHONY HILLS アイリスホール）
- 『Girls Party Vol.1』（2012/3/18、東京・下北沢MH）
- 『栄ミナミ音楽祭』（2012/5/12、名古屋PARCO西館前ステージ）
- 『Marvel-AGE-SP あげあげあいどるか～にばるぅ～ ひゃくさんじゅう』（2012/7/7、渋谷CLUB CRAWL）

### 舞台
- 「東京ZOOM」（2011年6月16日～2011年6月20日）＠エアースタジオ メロンちゃん役（B班）
- 「ライン♪」（2011年8月4日～2011年8月7日）＠銀座・博品館劇場 永山雫役（光組）
- 「すべての女に嘘がある 〜少女、剪定〜」（2012年4月10日～2012年4月15日）＠新宿シアターブラッツ ディア役
- 「ヘレネのファインプレー～少女紙袋伝説～」（2012年9月13日～2012年9月17日）＠下北沢・小劇場楽園 幸町真史子役
- 「バリスタ物語 あの中指へし折ってやろうか」（2012年11月3、4、10、11日）＠渋谷・FLAT
- 「神様と過ごした10日間」（2013年4月4日～2013年4月7日）＠ラゾーナ川崎プラザソル 水野初音役

### ラジオ
- RADIO KICK「くちびる判定」（ZIP-FM 2011年10月4日）
- 夢はハリウッド！KU.RO.FU.NEプロジェクト（ニッポン放送 他5局 毎週火曜 20:30～20:50 2011年10月4日～）

### ネット配信
- デスクトップギャルコレクション 2011年1月号
- 美人時計
- 美人株価
- コスドキ 2011年11月～
- ニコニコ生放送「アイドル生放送局」（2012/7/9、7/16、7/30、8/27、10/8、11/5、12/24、2013/2/11、3/18、4/15、4/29）
- ニコニコ神社＠お台場合衆国（ミスアクション2013の企画として参拝　2012/8/30）
- ニコニコジャンボ宝引きinお台場合衆国【8日目】（2012/12/22）
- nottv「アイドル☆リーグ」（2013/5/20）
- BeeTV「週刊♂オトコ自身」第68話（2013/6/5）

### モバイル
- モバゲー ソフトオンデマンド 美女泥棒
- アイドル激☆待コレ
- アイドルBBマニアックス

### その他
- NINTENDO 3DS いつの間にテレビ「まいにち3Dデート」（2012年4月9日～4月13日、4月30日〜）

### イベント
- 「FATARE」発売記念イベント（2010年12月25日、ソフマップ）
- 「プラムみたい。」発売記念イベント（2011年4月30日、ソフマップ）
- 「究極乙女 PERFECT SMILE」発売記念イベント（2011年8月14日、ソフマップ）
- ボートピア名古屋 ステージイベント（2011年11月6日）
- 「あおい恋人」発売記念イベント（2011年12月3日、ソフマップ）
- 川村ゆきえバースデーイベント（2012年1月22日、TOKYO CULTURE CULTURE）
- 映画「すべての女に嘘がある」舞台挨拶（2012年1月28日、2月4日、2月10日、池袋シネマロサ）
- KU.RO.FU.NE×週刊実話イベント（2012年3月2日～3月4日 川口オート）
- 「すべての女に嘘がある」DVD発売記念イベント（2012年5月20日、秋葉原ネ申タワー）
- KU.RO.FU.NE演劇イベント（2012年7月16日、秋葉原ネ申タワー）
- 汐留グラビア甲子園2012（2012年8月11日）、準決勝（2012年8月18日）、決勝（2012年8月25日、日テレ大屋根広場）『ファン特別賞』受賞。
- 日テレジェニック2013 アイドルの穴2013 最終オーディション～序盤戦「THE面接審査」（2013年5月11日）～中盤戦「THE撮影審査」（2013年5月25日）～終盤戦「THE最終演説」（2013年6月9日）

### 撮影会
- あきスタ！、Fresh撮影会、NS studio撮影会等